# 全マレーシア・イスラーム党

党旗

全マレーシア・イスラーム党（ぜんマレーシア・イスラームとう、英語：The Islamic Party of Malaysia, マレー語：Parti Islam Se Malaysia、略称：PAS）は、マレーシアのイスラーム政党。クルアーンやスンナといったイスラーム法源に基づく「マレーシア・イスラーム国家」の設立を党是としている。クランタン州やトレンガヌ州といった、マレー半島東海岸の保守的な地域から大きな支持を得ている。マレーシア憲政史上、初めて登場した野党勢力でもある。

## 沿革
1951年に結成された。もともとマレー人の政治の受け皿として統一マレー国民組織（UMNO）が存在したが、UMNOの非マレー人に対する妥協政策とイスラームに対しての煮え切らない態度に対して、ウラマーたちが不満を抱いたからである。独立以前の1955年総選挙から今日まで、政党として選挙戦を戦い抜いて来た歴史を持つ。また、国政選挙よりも、ムスリムが多く居住しているクランタン州、トレンガヌ州、クダ州などの州選挙において多くの議席を獲得してきた。
イスラームへの回帰と遵守を党是におくため、マレーシアに居住する非マレー人である華人・インド人に対して大いに敵意を抱くのは独立以降も変わらない。1959年総選挙、1964年総選挙の際には、「PASが大勝したならば、非ムスリムは中国に送還されるか、南シナ海に捨てられるであろう」と公式の場で述べたことがある。1974年には、マレー人だけが首相や閣僚に就任できるように憲法改正を提案したこともある。
1999年、アンワル・イブラヒム元副首相の逮捕を契機に国民のUMNOへの抗議が高まり、PASは民主行動党（DAP）とワン・アジサ（アンワル夫人）が組織した国民正義党と代替戦線(Alternative Front,AF) を組織した。1999年総選挙では、PASはクランタン州では政権を握った。また、国政選挙では大躍進を遂げ、前回の8議席から27議席を獲得した。しかしPASの急進的なイスラームへの回帰に対して、DAPの支持者の票をPASが取り込むことは困難であった。加えて、2001年9月11日のアメリカ同時多発テロを契機に、よりいっそうのイスラームへの回帰を鮮明にした。その結果、2003年にトレンガヌ州議会がイスラーム法の導入を議決した。このことは、DAPが代替戦線から離脱する要因となった。
2004年総選挙では、PASの党勢は減退傾向であった。国政選挙では、7議席を獲得するに留まった。しかし2008年総選挙ではアンワル元副首相の調整が功を奏した選挙協力の成功により再び増加傾向を見せ、23議席を獲得したほか、新たにスランゴール州およびペラ州で国政野党による連立政権に加わった。
2015年、クランタン州でのハッド刑導入をめぐり党内、および国勢野党連合である人民同盟（Pakatan Rakyat）内の他党との間で激しく対立、PASはPRから離脱しこれによってPRは解体された。一方でPASの一部議員が離党して新たに国民信任党を結党し、PR構成党であった人民正義党と民主行動党とともに新たに希望同盟（パカタン・ハラパン）を結成した。
2018年、元マハティール首相率いる希望連盟（PH）から抜け、マレーシア・イスラム党（PAS）として150名を擁立した。
2022年11月の総選挙では、定数222の連邦議会下院で単一政党として最多の49議席を得て躍進した。

## 主張
カイロのアズハル大学、マッカ、メディーナといった中東の大学を卒業した伝統的なウラマーが党の指導者層を占める。そのためイスラームに対しては保守的であり、過激で偏狭な宗教的政党であるとレッテルを貼られてきた。徹底した西洋批判、イスラーム法の普遍的原則から女性やムスリムに関する具体的事例まで、イスラームの解釈を遵守している。その点では明らかに伝統主義的であり、実際PASはムスリムに反対するものならば誰にでも不信心者のレッテルを貼った。
政府の議会制を容認している一方、イデオロギー的には全ての法律がイスラームにのっとったものであること、ウラマー委員会の創設、教育課程のイスラーム化と「近代的」科目がイスラームの原理に沿ったものであっても、それらの宗教色を強化することを求める。また、経済面では、イスラームの原理に反するリバー（利子）の禁止を主張する。